# الأستاذ (فلم 1990)
فيلم الأستاذ هو فيلم تلفزيوني كوميدي مصرى من إنتاج عام 1990 بطولة أحمد بدير، وشيرين سيف النصر، وتأليف: حسام حازم (قصة وسيناريو وحوار)، وإخراج: أحمد صقر.

## قصة الفيلم
«عايش» معلم فقير، متفان في عمله وفي حب تلاميذه. يرشحه مدير المدرسة للسفر إلى الخارج، لكنه يرفض لما يظنه في أن رسالته الحقيقية مع تلاميذه وليست خارج البلاد.

## فريق العمل
- أحمد بدير
- شيرين سيف النصر
- فؤاد خليل
- أحمد صيام
- أحمد آدم
- خليل مرسي
- مصطفى الشامي

## وصلات خارجية
- مقالات تستعمل روابط فنية بلا صلة مع ويكي بيانات